# René Lévesque
René Lévesque (Campbellton, Nova Brunswick, 24 de agosto de 1922 — Ilha das Freiras, Quebeque, 1 de novembro de 1987) foi um político e repórter canadense. Foi o 23° primeiro-ministro do Quebec de 25 de novembro de 1976 a 3 de outubro de 1985.

## Vida
Lévesque graduou-se na Université Laval. Foi o fundador do partido político Parti Québécois. Recebeu o título de Grand Officer da Légion d'honneur francesa.
Iniciando sua carreira como repórter e apresentador de rádio e televisão, ele mais tarde se tornou conhecido por seu papel eminente na nacionalização da energia hidrelétrica de Quebec e como um defensor ardente da soberania de Quebec. Foi, um ministro liberal no governo de Jean Lesage de 1960 a 1966 e o primeiro líder político quebequense desde a Confederação a tentar, por meio de um referendo, negociar a independência política de Quebec.

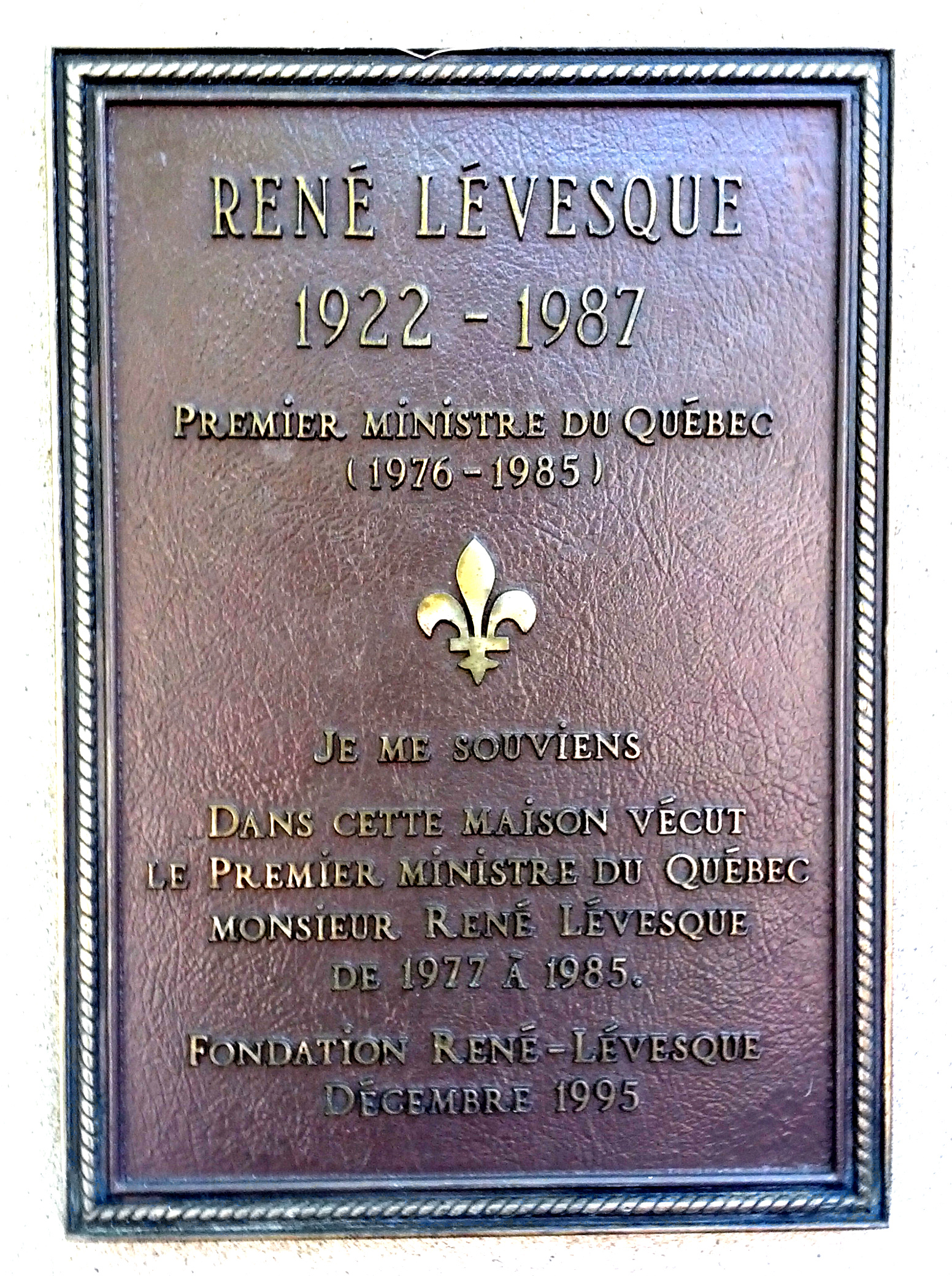
Placa memorial na cidade de Québec

## Obras
- My Québec, 1979, Methuen, 191 paginas, ISBN 0-458-93980-3
- Quotations from René Lévesque, 1977, Éditions Héritage, 105 páginas ISBN 0-7773-3942-0
- An Option for Quebec, 1968, McClelland and Stewart, 128 páginas.
- "For an Independent Quebec", em Foreign Affairs, Jul. 1976)
- Option Québec (1968)
- La passion du Québec (1978)
- Oui (1980)
- Attendez que je me rappelle (1986) (embora o título seja traduzido literalmente como Wait While I Remember, o título da versão em inglês foi Memoirs.)[6]